# Бобо, Джон Пол
Джон Пол Бобо (14 февраля 1943 — 30 марта 1967) — второй лейтенант Корпуса морской пехоты США, удостоился посмертно медали Почёта за проявленный героизм в ходе Вьетнамской войны.

## Биография
Родился 14 февраля 1943 года в г. Ниагара-фолс, штат Нью-Йорк. Посещал частную католическую хай-скул епископа Даффи, где в настоящее время отмечен как почётный выпускник. В 1965 году окончил университет Ниагара в своём родном городе.
28 мая 1965 года вступил в резерв Корпуса морской пехоты в Буффало во время учёбы в университете. В июне 1965 года получил степень бакалавра по истории а 17 декабря 1965 года получил звание второго лейтенанта резерва морской пехоты. Окончил курс школы кандидатов в офицеры, базовую школу Корпуса морской пехоты в Куантико, штат Виргиния в мае 1966 года.
В июне 1966 года Бобо получил назначение в Республику Вьетнам и принял пост второго командира взвода роты I, третьего батальона, девятого полка, третьей дивизии морской пехоты. На этой службе в ходе операции «Прерия −3» (Prairie III) 30 марта 1967 года он получил смертельное ранение в ходе боя его роты, занявшей ночную засадную позицию на высоте 70 к западу от Контхиен, провинции Куангчи близ демилитаризованной зоны в Южной Вьетнаме с большим отрядом солдат ВНА (Вьетнамской народной армии). Осознавая что раны не дадут ему добраться до безопасного места Бобо приказал своим людям отходить а сам остался в одиночку прикрывать их отход. Своими действиями спас жизни всех своих людей и был посмертно награждён Медалью Почёта.
Похоронен на кладбище Хейвен в Льюистоне, штат Нью-Йорк.

## Награды и знаки отличия
| A light blue ribbon with five white five pointed stars  |                            |  |
|                                                         | Бронзовая звезда за службу |  |
| Бронзовая звезда за службу · Бронзовая звезда за службу |                            |  |
|                                                         |                            |  |

| Медаль Почёта | Медаль Почёта | Пурпурное сердце с одной 5/16 дюймовой золотой звездой повторного награждения |
| Боевая ленточка | Президентская благодарность подразделению (ВМС) c одной бронзовой звездой за службу. 3rd Battalion, 9th Marine Regiment cited for the periods 15 Aug 65 — 7 Jan 67 and 1 Mar-15 Sep 67. | Медаль «За службу национальной обороне»                                       |
| Медаль «За службу во Вьетнаме» w/ two bronze service stars for the Vietnam Counteroffensive (25 Dec 65 — 30 Jun 66) and Vietnam Counteroffensive Phase II (1 Jul 66 — 31 May 67) campaigns. | Национальный орден Вьетнама, степень рыцаря | Крест «За храбрость» (Южный Вьетнам) с пальмовым листом                       |
| Крест «За храбрость» (Южный Вьетнам) для подразделения с пальмовым листом и рамкой | Медаль «За гражданские действия» (Южный Вьетнам) первого класса | Медаль «За кампанию во Вьетнаме» (Южный Вьетнам) с пряжкой «60-»              |

## Память
- Тип военных сухогрузов ВМС США (Marine Prepositioning Fleet), полученных командованием морских перевозок в 1980х годах назван в честь Бобо (2nd Lt. John P. Bobo Class)[3]. Головной корабль этого класса также назван в честь Бобо[4]. С 1985 года корабль находился в долгосрочной аренде у морской пехоты[5]. 16 января 2007 года Военное командование морских перевозок приобрело этот корабль[5].
- Зал в котором находится офицерская столовая Школы кандидатов в офицеры на базе морской пехоты Куантико штат Виргиния назван в честь Бобо (Bobo Hall).
- Имя Бобо отмечено на памятнике [награждённым] медалью Почёта в парке штата (State Park) г. Ниагара-фолс.
- Имя Бобо выбито на Мемориале вьетнамских ветеранов панель 17Е, ряд 070[6][7].
- Бейсбольная площадка Ниагарского университета названа в честь Бобо (John P. Bobo Field).
- Объект реагирования сил безопасности корпуса морской пехоты на базе военно-морского вооружения Эрл названа в честь Бобо.

## Наградная запись к медали Почёта
Президент Соединённых штатов от имени Конгресса с гордостью вручает МЕДАЛЬ ПОЧЁТА посмертно
ВТОРОМУ ЛЕЙТЕНАНТУ ДЖОНУ П. БОБО
КОРПУС МОРСКОЙ ПЕХОТЫ США
за службу изложенную в нижеследующей записи:
За выдающуюся храбрость и отвагу, проявленные с риском для жизни при выполнении и перевыполнении долга службы на посту командира взвода по вооружениям роты I третьего батальона, девятого полка, третьей дивизии морской пехоты в провинции Куанг-Чи, республика Вьетнам 30 марта 1967 года. Рота I заняла ночные засадные позиции, когда командная группа была атакована усиленной ротой ВНА при плотной огневой поддержке из миномётов и автоматов. Лейтенант БОБО немедленно организовал на скорую руку оборону и двигался от позиции к позиции воодушевляя оказавшихся в значительном меньшинстве морских пехотинцев, несмотря на убийственный огонь противника. Подобрав ракетную установку у вышедших из строя бойцов, он собрал ракетный расчёт и наводил его огонь по вражескому пулемётному гнезду. Когда разорвавшийся минометный снаряд противника оторвал лейтенанту Бобо правую ногу ниже колена он отказался от эвакуации и настоял чтобы его перенесли на стрелковую позицию чтобы прикрыть движение командной группы к лучшей позиции. Бобо остался на позиции, [хотя] его нога была стянута тканевым поясом как жгутом и он воткнул культю в грязь чтобы остановить кровотечение. Он обрушил сокрушительный огонь на противника, пытавшегося опрокинуть морских пехотинцев . Лейтенант БОБО получил смертельное ранение, находясь на острие вражеской атаки но своим храбрым [боевым] духом вдохновил своих людей на героические усилия, его стойкая оборона дала возможность командной группе добраться до защищённой позиции, где они отразили вражеский натиск. Выдающееся лидерство проявленной лейтенантом БОБО, бесстрашная смелость и смелая инициатива принесли ему великую славу и поддержали высочайшие традиции Корпуса морской пехоты и военно-морской службы. Он храбро отдал жизнь за свою страну
ПОДП/ ЛИНДОН Б.ДЖОНСОН
Оригинальный текст (англ.)
The President of the United States in the name of The Congress takes pride in presenting the MEDAL OF HONOR posthumously to
SECOND LIEUTENANT JOHN P. BOBO
UNITED STATES MARINE CORPS
for service as set forth in the following CITATION:
For conspicuous gallantry and  intrepidity at the risk of his life above and beyond the call of duty as Weapons Platoon Commander, Company I, Third Battalion, Ninth Marines, Third Marine Division, in Quang Tri Province, Republic of Vietnam, on 30 March 1967.  Company I was establishing night ambush sites when the command group was attacked by a reinforced North Vietnamese company supported by heavy automatic weapons and mortar fire.  Lieutenant BOBO immediately organized a hasty defense and moved from position to position encouraging the outnumbered Marines despite the murderous enemy fire.  Recovering a rocket launcher from among the friendly casualties, he organized a new launcher team and directed its fire into the enemy machine gun position.  When an exploding enemy mortar round severed Lieutenant Bobo's right leg below the knee, he refused to be evacuated and insisted upon being placed in a firing position to cover the movement of the command group to  a better location.  With a web belt around his leg serving as tourniquet and with his leg jammed into the dirt to curtail the bleeding, he remained in this position and delivered devastating fire into the ranks of the enemy attempting to overrun the Marines.  Lieutenant BOBO was mortally wounded while firing his weapon into the main point of the enemy attack but his valiant spirit inspired his men to heroic efforts, and his tenacious stand enabled the command group to gain a protective position where it repulsed the enemy onslaught.  Lieutenant BOBO's superb leadership, dauntless courage, and bold initiative reflected great credit upon himself and upheld the highest traditions of the Marine Corps and the United States Naval Service.  He gallantly gave his life for his country
/S/LYNDON B. JOHNSON
— 